# Pier Luigi Basso
Pour les articles homonymes, voir Basso.
Pier Luigi Basso est un joueur d'échecs italien né le 15 décembre 1997 à Montebelluna.
Au 1er décembre 2019, Basso est le deuxième joueur italien avec un classement Elo de 2 584 points.

## Biographie et carrière
Grand maître international depuis 2018, Basso a remporté la médaille d'argent aux championnats d'Italie de 2016 et 2018 et la médaille d'or au championnat d'Italie de blitz 2019.
Basso vit à Montebelluna dans la région de Venise et a remporté le tournoi d'automne de Venise à sept reprises de 2012 à 2019.
Lors du tournoi Grenke de Karlsruhe, il marqua 7 points sur 9 et finit à la quinzième place, à un demi-point derrière les huit premiers ex æquo.
Lors de la Coupe d'Europe des clubs d'échecs 2019, Basso marqua 4,5 points en 5 parties au deuxième échiquier de l'équipe du WorldTradingLab Club64, réalisant une performance de 2 862 points, deuxième meilleure performance de la compétition,.
En 2021, il remporte le championnat d'Italie d'échecs disputé à Chianciano Terme.